# Kevin Williamson
Kevin Meade Williamson (New Bern, 14 marzo 1965) è un produttore televisivo, sceneggiatore, produttore cinematografico, attore e regista statunitense. Dal 1999 è stato produttore esecutivo e sceneggiatore della serie TV Dawson's Creek e, dal 2009, della serie TV The Vampire Diaries.
Nel 1997 ha vinto il Saturn Award per la miglior sceneggiatura per aver scritto il film slasher Scream (1996), diretto da Wes Craven.

## Vita privata
Williamson si è dichiarato gay con amici e familiari nel 1992. È stato per anni fidanzato con lo stilista George Kotsiopoulos.

## Filmografia
- Scream autore/sceneggiatore (1996)
- So cosa hai fatto (I Know What You Did Last Summer) sceneggiatore (1997)
- Scream 2 produttore esecutivo e autore (1997)
- Dawson's Creek produttore esecutivo e autore – serie TV (1998)
- The Faculty sceneggiatore (1998)
- Halloween H20 - Venti anni dopo (Halloween H20: 20 Years Later) co-produttore esecutivo (1998)
- Killing Mrs. Tingle (Teaching Mrs. Tingle) autore e regista (1999)
- Wasteland produttore esecutivo e autore – serie TV (1999)
- Scream 3 produttore e autore (2000)
- Demon Town produttore esecutivo e autore – serie TV (2002)
- Cursed - Il maleficio produttore e autore (2005)
- Venom produttore (2005)
- Hidden Palms produttore esecutivo e autore – serie TV (2007)
- The Vampire Diaries creatore, produttore esecutivo e autore – serie TV (2009-2017)
- Scream 4 produttore e autore (2011)
- The Secret Circle creatore, produttore esecutivo e autore – serie TV (2011)
- The Following creatore, produttore esecutivo e autore – serie TV (2013)
- Stalker creatore, produttore esecutivo e autore – serie TV (2014)
- Time After Time – serie TV, creatore e produttore esecutivo (2017)
- Tell Me a Story – serie TV, creatore e produttore esecutivo (2018-2020)
- Scream – correttore delle bozze di sceneggiatura e produttore esecutivo (2022)

### Attore
- Destini Dougie – serie TV (1990)
- Dirty Money Drunk American Guy (1995)
- Hard Run (Hot Ticket) Haker (1996)
- Scream 2 intervistatore di Cotton (1997)
- Scream – serie TV (2015)